# Ponant (vent)
Pour les articles homonymes, voir Ponant.

Rose des vents

Le ponant est le nom donné en mer Méditerranée au vent de secteur ouest, souvent accompagné d'une composante sud. Le ponant est opposé au levant ou vent d'est.
 
En général, il se forme lorsqu'une dépression se forme au sud des Alpes ou dans la plaine du Pô, entraînant alors la remontée d'air méditerranéen. Il peut être associé au libeccio.
Le ponant peut souffler toute l'année, mais surtout au printemps et à l'automne. En France, il n'est en général pas violent, il est même qualifié de vent gracieux dans l’Amadis de Gaule en 1544. Cependant, il peut faire office d'alerte s'il y a un anticyclone stable dans le golfe de Gascogne, car, lorsque les différences de pression sont grandes entre la mer Ligurienne et la mer des Baléares, il peut être le prélude de l'arrivée de vents très forts, comme le  mistral ou la tramontane.